# Draba ursorum
Draba ursorum là một loài thực vật có hoa trong họ Cải. Loài này được Gand. mô tả khoa học đầu tiên năm 1925.